# Breaking the Habit
«Breaking the Habit» — дев'ята пісня американського рок-гурту Linkin Park і сингл із їхнього другого студійного альбому Meteora 2003 року. Першопочатково задумувалося, що це буде десятихвилинний інструментальний трек Тільки в цій пісні використані живі струнні інструменти й живе піаніно.
Breaking the Habit лідирував в чарті Modern Rock Tracks, Mainstream Rock Tracks, Canada Muchmusic Chart і в China Top 20. 7 червня 2004 був знятий кліп. Ідея цього кліпу належить DJ Joe Hahn (Mr. Hahn), а створили його художники, що займалися фільмом «Kill Bill, Vol. 1», головного аніматора звуть Казуото Наказава. Як пишуть самі Linkin Park: «Сюжет відео був навіяний нашими фанатами, які говорять нам, що наша музика допомогла їм у житті. Їхні історії — серце цього відео». Відео в стилі японського аніме. Цілий взвод художників компанії GDH з Японії створили кліп, який завоював нагороду MTV VMA 2004 'Вибір Глядачів'.
Сюжет кліпу — дух Честера, що розбився, мандрує будинком, з якого він зстрибнув, час іде назад: ми бачимо зовсім непрості життєві ситуації, у які потрапили жителі цього будинку. Створення кліпу обійшлося групі в 10.000.000 £.